# Тяпушкин, Дмитрий Альбертович
Дмитрий Альбертович Тяпушкин (укр. Дмитро Альбертович Тяпушкін; род. 6 ноября 1964, Вольск, Саратовская область) — советский, российский и украинский футболист, вратарь; тренер.

## Карьера

### В клубе
На высшем уровне выступал за харьковский «Металлист», тернопольскую «Ниву», московские «Спартак», ЦСКА и «Динамо».

#### Достижения
- Чемпион России 1994 года в составе «Спартака»
- «Вратарь года»: 1997
- Победитель первого дивизиона первенства России 2000

### В сборной
За сборную Украины сыграл 7 матчей, пропустил 11 голов (2 с пенальти), имеет в активе 1 «сухой» матч.
Дебютировал 15 марта 1994 года в товарищеском матче со сборной Израиля (0:1). В матче пропустил гол с пенальти.
12 октября 1994 года на 60-й минуте матча 4-й группы отборочного турнира X чемпионата Европы (1996) против сборной Словении отразил пенальти, который пробил Сашо Удович.
Свой последний матч за сборную Украины провёл 29 марта 1995 года против сборной Италии (0:2). Это был матч 4-й группы отборочного турнира X чемпионата Европы (1996).
| Матчи в составе сборной Украины по футболу | Матчи в составе сборной Украины по футболу | Матчи в составе сборной Украины по футболу | Матчи в составе сборной Украины по футболу | Матчи в составе сборной Украины по футболу | Матчи в составе сборной Украины по футболу | Матчи в составе сборной Украины по футболу | Матчи в составе сборной Украины по футболу | Матчи в составе сборной Украины по футболу | Матчи в составе сборной Украины по футболу | Матчи в составе сборной Украины по футболу | Матчи в составе сборной Украины по футболу | Матчи в составе сборной Украины по футболу |
| N                                          | №                                          | Дата                                       | Место                                      | Турнир                                     | Соперник                                   | Счёт                                       | Голы                                       | Минуты                                     | Замены                                     | Наказания                                  | Клуб                                       | Примечание                                 |
| ------------------------------------------ | ------------------------------------------ | ------------------------------------------ | ------------------------------------------ | ------------------------------------------ | ------------------------------------------ | ------------------------------------------ | ------------------------------------------ | ------------------------------------------ | ------------------------------------------ | ------------------------------------------ | ------------------------------------------ | ------------------------------------------ |
| 1                                          | 11                                         | 15.03.1994                                 | Израиль, Хайфа, «Кирьят-Элиэзер»           | Товарищеский матч                          | Израиль                                    | 0 : 1                                      | 15′ (пен.)                                 | 90                                         |                                            |                                            | «Нива» (Тернополь)                         |                                            |
| 2                                          | 12                                         | 25.05.1994                                 | Украина, Киев, «Республиканский»           | Товарищеский матч                          | Беларусь                                   | 3 : 1                                      | 45′                                        | 90                                         |                                            |                                            | «Нива» (Тернополь)                         |                                            |
| 3                                          | 13                                         | 03.06.1994                                 | Болгария, София, «Васил Левски»            | Товарищеский матч                          | Болгария                                   | 1 : 1                                      | 18′                                        | 90                                         |                                            |                                            | «Нива» (Тернополь)                         |                                            |
| 4                                          | 15                                         | 07.09.1994                                 | Украина, Киев, «Республиканский»           | Отборочный турнир чемпионата Европы 1996   | Литва                                      | 0 : 2                                      | 52′, 60′                                   | 90                                         |                                            |                                            | «Спартак» (Москва)                         |                                            |
| 5                                          | 18                                         | 12.10.1994                                 | Украина, Киев, «Республиканский»           | Отборочный турнир чемпионата Европы 1996   | Словения                                   | 0 : 0                                      | 60'                                        | 90                                         |                                            |                                            | «Спартак» (Москва)                         |                                            |
| 6                                          | 20                                         | 25.03.1995                                 | Хорватия, Загреб, «Максимир»               | Отборочный турнир чемпионата Европы 1996   | Хорватия                                   | 0 : 4                                      | 13′, 20′, 71′ (пен.), 80′                  | 90                                         |                                            | 70'                                        | «Спартак» (Москва)                         |                                            |
| 7                                          | 21                                         | 29.03.1995                                 | Украина, Киев, «Республиканский»           | Отборочный турнир чемпионата Европы 1996   | Италия                                     | 0 : 2                                      | 12′, 38′                                   | 90                                         |                                            |                                            | «Спартак» (Москва)                         |                                            |
| Итого:                                     | Итого:                                     | Итого:                                     | 7 игр; +1 =2 −4; голы 4:11 (−7)            | 7 игр; +1 =2 −4; голы 4:11 (−7)            | 7 игр; +1 =2 −4; голы 4:11 (−7)            | 7 игр; +1 =2 −4; голы 4:11 (−7)            | −11 (2 пен.)                               | 720 мин.                                   | 720 мин.                                   |                                            |                                            |                                            |

Во второй половине 1990-х годов оформил гражданство России.

### Тренерская
В 2003—2004 годах работал тренером «Сокола», в 2005—2008 годах — тренером дубля ЦСКА. В 2009 году — тренер по работе с вратарями ФК МВД России. В 2010 году — тренер по работе с вратарями в ФК «Салют» (Белгород). С июня 2011 по ноябрь 2012 — тренер «Крыльев Советов», в тренерском штабе Андрея Кобелева отвечал за подготовку вратарей. С 10 июня 2013 стал тренером вратарей в ФК «Мордовия».